# Han (grondgebied)
Een han (藩, han) of domein was in het Japan van vóór de Meiji-restauratie een heerlijkheid onder leiding van een daimyo of een andere feodale heer. Het han-systeem werd ingevoerd door Toyotomi Hideyoshi, en bestond tot de afschaffing ervan in 1871. Dat jaar werd het systeem vervangen door het vandaag de dag nog steeds gebruikte prefecturensysteem.
Het aantal han varieerde sterk. Tijdens de Edoperiode waren er meestal zo’n 300 tegelijk. De meeste, vooral die onder leiding van een daimyo, hadden een landbouwassessment van rond de 10.000 koku. De leiders van de han moesten trouw zweren aan de shogun. De rijkste han was Kaga, die iets meer dan 1 miljoen koku bevatte.
De provincies van Japan, welke al bestonden voor de invoering van het han-systeem, bleven ook na invoering ervan bestaan, maar vaak slechts als geografische namen. Een han diende als een lokale overheidsstructuur, en omschreef derhalve het gebied waarbinnen een lokale overheid haar macht kon uitoefenen.
De structuur van een han leek sterk op die van de bakufu omdat Tokugawa Ieyasu, de oprichter van de bakufu, de structuur die zijn voorouders hadden ontworpen als daimyo behield.